# Parciális derivált
A matematikai analízisben parciális deriváltnak nevezzük a többváltozós függvények olyan deriváltját, amikor a függvényt egy rögzített változójának függvényeként fogjuk fel, eszerint deriválunk, miközben a többi változójelet konstans értéknek tekintjük. A többváltozós függvények parciális deriváltja az egyváltozós differenciálás hasznos általánosítása, a Fréchet-deriválttal együtt. Ha nem csak a szokásos módon, az Rn térben és annak n kitüntetett iránya mentén kívánjuk értelmezni a parciális derivált fogalmát, akkor két módon általánosíthatjuk. Az egyik az iránymenti derivált, a másik a lokálisan kompakt terekben alkalmazható Gateaux-derivált.

## Definíció
Adott, nyílt halmazon értelmezett
{\displaystyle f:\mathbb {R} ^{n}\mapsto \mathbb {R} ,(x_{1},x_{2},...,x_{n})\mapsto f(x_{1},x_{2},...,x_{n})}
n változós valós értékű függvény x1 változó szerint parciálisan differenciálható az értelmezési tartománya egy rögzített
{\displaystyle (u_{1},u_{2},...,u_{n})\,}
pontjában, ha az egyváltozós
{\displaystyle f(\,.\,,u_{2},u_{3},...,u_{n}):\;{\mathsf {x_{1}}}\mapsto f({\mathsf {x_{1}}},u_{2},u_{3},...,u_{n})}
(ún. parciális-) függvény differenciálható az u1 helyen. Ekkor az előbbi parciális függvény u1-beli deriváltját az f függvény x1 szerinti parciális deriváltjának nevezzük. Hasonlóképpen értelmezhető az x2, x3, … , xn szerinti parciális derivált, mely rendre az f(u1 , {\displaystyle \cdot } ,u3,…,un), f(u1,u2, {\displaystyle \cdot } ,u4, …, un), … , f(u1, u2,…, {\displaystyle \cdot } ) parciális függvények deriváltjai.

## Jelölés
Ha az f függvény értelmezési tartományának minden alkalmas pontjához hozzárendeljük az ottani parciális deriváltat, akkor szintén egy többváltozós függvényhez jutunk. A parciális derivált függvényeknek elég sok jelölésük van, melyek mindegyike adott esetben lényegesen megkönnyítheti az írásmódot. Az x1, x2, … , xn vagy x, y, z, …, w változóktól függő f függvény parciális derivált függvényei:

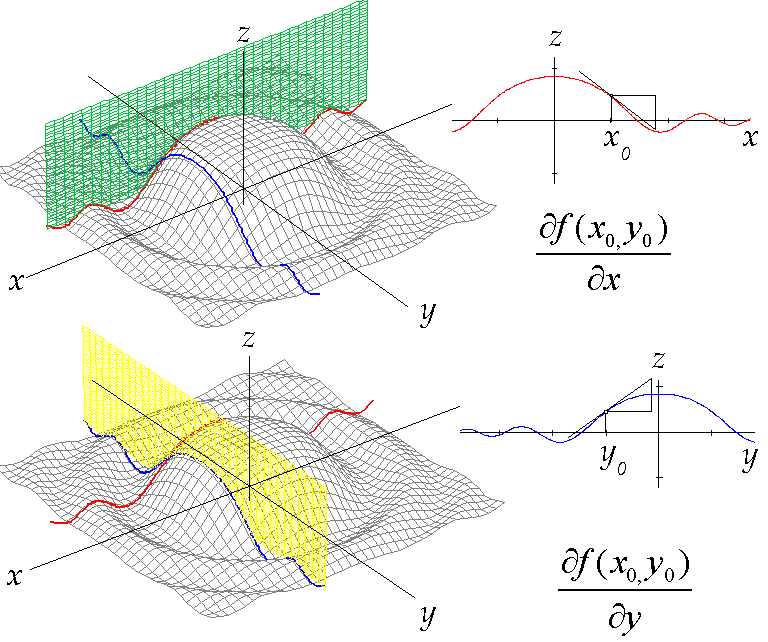
Egy z = f(x,y) kétváltozós függvény parciális deriváltjai egy adott (x_{0}, y_{0}) pontban a változókhoz tartozó parciális függvények deriváltjaiként értelmezhetők. A függvénygrafikonból ez geometriailag úgy származtatható, hogy az x = x_{0} illetve az y = y_{0} egyenletű síkokkal elmetsszük a függvény által meghatározott felületet és a keletkezett görbéknek, mint egyváltozós függvényeknek meghatározzuk a deriváltjait a keresett pontban. (Az ábrán az f(x,y)= sin(x^{2}+y^{2})/(x^{2}+y^{2}), f(0,0)=1 függvény grafikonja látható, és az (1,-1) ponthoz tartozó f(. ,-1) és f(1, .) parciális függvények.)

{\displaystyle \partial _{1}f}, {\displaystyle \partial _{2}f}, … , {\displaystyle \partial _{n}f},
{\displaystyle \partial _{x}f}, {\displaystyle \partial _{y}f}, … , {\displaystyle \partial _{w}f},
{\displaystyle {\frac {\partial f}{\partial x}}}, {\displaystyle {\frac {\partial f}{\partial y}}}, {\displaystyle {\frac {\partial f}{\partial z}}}, … , {\displaystyle {\frac {\partial f}{\partial w}}},
{\displaystyle f'_{x}\,}, {\displaystyle f'_{y}\,}, {\displaystyle f'_{z}\,}, … , {\displaystyle f'_{w}\,}

## Deriválási szabályok
Linearitás: {\displaystyle \partial _{i}(\lambda f+\mu g)(x)=\lambda \partial _{i}f(x)+\mu \partial _{i}g(x)}
Szorzat: {\displaystyle \partial _{i}(f\cdot g)(x)=\partial _{i}f(x)\cdot g(x)+f(x)\cdot \partial _{i}g(x)}
Projekciófüggvények: {\displaystyle \partial _{i}x_{k}=\delta _{ik}} /Kronecker-delta/
Függvénykompozíció: {\displaystyle \partial _{i}(\varphi \circ f)(x)=\varphi '(f(x))\cdot \partial _{i}f(x)}, {\displaystyle \partial _{i}(f\circ F)(x)=\sum \limits _{k=1}^{m}(\partial _{k}f)(F(x))\cdot \partial _{i}F_{k}(x)}
ahol φ:R{\displaystyle \rightarrow }R differenciálható, F: Rm{\displaystyle \rightarrow }Rn komponensfüggvényenként parciálisan differenciálható függvény.

## Példa
Az adott térfogatú téglatestek közül melyiknek a legkisebb a felszíne, tehát milyen legyen a téglatest a, b és c éle, hogy eleget tegyen a
{\displaystyle V=a\cdot b\cdot c=const.\,}
{\displaystyle A=2ab+2ac+2bc=min.\,}
feltételnek?
Az első egyenletből a=V/(bc). Ezt a felszín képletébe írva a következő kétváltozós függvényt kapjuk:
{\displaystyle A(b,c)=2{\frac {V}{b}}+2bc+2{\frac {V}{c}}}
Ennek kell megkeresni a minimumát, mely ha elképzeljük a kétváltozós függvényt, akkor olyan pont, ahol a felülethez rajzolt érintősík „vízszintes”. Ez viszont pont akkor van, amikor a parciális függvények érintői szintén mindketten „vízszintesek”, azaz ahol teljesül: ∂bA = 0 és ∂cA = 0, tehát:
{\displaystyle {\frac {\partial A}{\partial b}}={\frac {-2V}{b^{2}}}+2c=0} és
{\displaystyle {\frac {\partial A}{\partial c}}={\frac {-2V}{c^{2}}}+2b=0}
ahonnan V = b2c = bc2, vagyis c = b és V = b3, ez viszont azt jelenti, hogy a = b = c, azaz a keresett test a V térfogatú kocka.

## Kapcsolat a teljes differenciállal
Ha egy f:Rn{\displaystyle \mapsto }R függvény totálisan differenciálható az értelmezési tartománya egy u pontjában, akkor abban a pontban minden parciális deriváltja létezik. Ez ugyan megfordítva nem teljesül, de a teljes differenciálhatóságnak egyfajta elégséges feltételét megfogalmazhatjuk. Ha az u pontban az összes parciális derivált létezik és legfeljebb egy kivételével a parciális derivált függvények folytonosak u-ban, akkor f totálisan differenciálható.
A parciális deriváltak arra is jók, hogy felírhassuk segítségükkel a differenciál leképezés mátrixát. A differenciál mátrixa a Jf(u)ik=∂kfi(u) Jacobi-mátrix lesz, ahol fi függvény az f:Rm{\displaystyle \mapsto }Rn függvény i-edik komponensfüggvénye.